# 突起 (解剖学)
解剖学において、突起 (とっき、英語: process, ラテン語: processus) は、ある部分から突出または伸長した組織である。

## 例
以下に突起の例を示す:
- 乳様突起
- 剣状突起 (en)
- 肩峰突起 (en)
- 棘突起（各脊椎の中心の後方から伸びる）
- 烏口突起 (en)
- 脊椎の横突起 (en)